# Siparuna calantha
Siparuna calantha là một loài thực vật có hoa trong họ Siparunaceae. Loài này được (Perkins) S.S. Renner & Hausner mô tả khoa học đầu tiên năm 2000.